# Ravens de Vancouver
Les Ravens de Vancouver étaient une équipe de crosse de la National Lacrosse League établie à Vancouver entre 2002 et 2004. Ils ont joué leurs trois saisons au General Motors Place. Après que le bail de trois années au General Motors Place fut expiré, ils étaient incapables d'obtenir un bail avec le General Motors Place ou le Pacific Coliseum. Le 14 décembre 2004, la NLL a annoncé que les Ravens ne joueraient pas la saison 2005.

## Saison par saison
| Saison | Division  | V-D   | Class. | Domicile | Extérieur | GF  | GA  | Série éliminatoires        |
| ------ | --------- | ----- | ------ | -------- | --------- | --- | --- | -------------------------- |
| 2002   | Nord      | 10-6  | 2e     | 6-2      | 4-4       | 236 | 192 | Défaite en quart de finale |
| 2003   | Nord      | 9-7   | 3e     | 5-3      | 4-4       | 208 | 196 | Défaite en quart de finale |
| 2004   | Ouest     | 5-11  | 5e     | 3-5      | 2-6       | 188 | 213 | --                         |
| Total  | 3 saisons | 24-24 |        | 14-10    | 10-14     | 632 | 601 |                            |